# Quốc xã Bít tết
Quốc xã Bít tết (tiếng Đức: Rindersteak Nazi) là một cụm từ được sử dụng tại Đức Quốc xã nhằm chỉ những người cộng sản và xã hội chủ nghĩa gia nhập Đảng Quốc xã. Hiện tượng này lần đầu được ghi chép trong cuốn Hitler: A Biography xuất bản năm 1936 của sử gia người Mỹ gốc München Konrad Heiden. Ông cho rằng trong hàng ngũ của tổ chức Sturmabteilung (Lính áo nâu; binh đoàn bão táp, SA) "có một lượng lớn người theo chủ nghĩa cộng sản và dân chủ xã hội" và "nhiều quân nhân trong lực lượng bão táp được ví như 'miếng bò bít tết' – bên ngoài màu nâu nhưng bên trong lại màu đỏ". Việc chuyển đảng phổ biến đến mức nội bộ SA thường đùa rằng: "Có 3 người quốc xã trong hàng ngũ chúng ta, chúng sẽ sớm bị loại bỏ khỏi đây".
Thuật ngữ này chủ yếu được sử dụng để chỉ các thành viên thuộc tầng lớp công nhân trong SA - những người theo chủ nghĩa Strasser. Hình ảnh của những người này được ví như "bít tết", mặc đồng phục màu nâu nhưng lại mang những quan điểm "đỏ" của chủ nghĩa cộng sản và xã hội chủ nghĩa. Sự tương phản này thể hiện lòng trung thành của họ đối với chủ nghĩa quốc xã chỉ mang tính nhất thời và vì lợi ích cá nhân.
Sau khi Adolf Hitler nắm quyền Thủ tướng vào thập niên 1930, những người "quốc xã bít tết" vẫn tồn tại trong quá trình đàn áp cộng sản và xã hội chủ nghĩa (lần lượt đại diện bởi Đảng Cộng sản Đức và Đảng Dân chủ Xã hội Đức). Cụm từ này trở nên phổ biến và được sử dụng rộng rãi từ năm 1933.

## Ernst Röhm và tổ chứcSturmabteilung
Ernst Röhm – người đồng sáng lập và chỉ huy SA đã thành lập một phong trào sùng bái chính bản thân ông trong hàng ngũ SA. Qua đó nhiều thành viên SA bắt đầu ủng hộ chế độ cách mạng xã hội chủ nghĩa, khiến SA trở nên cực đoan hóa. Röhm và phần lớn đảng viên của Đảng Quốc xã đã ủng hộ Chương trình Quốc xã gồm 25 điểm, thể hiện lập trường cách mạng xã hội chủ nghĩa và bài trừ chủ nghĩa tư bản. Họ đặt niềm tin vào Hitler và kỳ vọng ông sẽ thực hiện những cam kết này khi ông nắm được quyền lực. Vì Tổng tham mưu Röhm "đồng tình những khía cạnh xã hội chủ nghĩa trong Chương trình Quốc xã", "'một số cựu Đảng viên Cộng sản và xã hội chủ nghĩa đã chuyển sang gia nhập Đảng Quốc xã trong vài năm, và họ bị mỉa mai là 'những kẻ Quốc xã Bít tết' ".
Sau khi Hitler trở thành thủ tướng, Röhm đã tìm cách tiến hành cuộc cách mạng vĩnh cửu (hoặc 'cách mạng lần hai') khiến phong trào cực đoan của SA đạt đến đỉnh điểm. Với 2,5 triệu lính SA dưới quyền, Röhm bắt đầu kế hoạch thanh trừng phe bảo thủ tại Đức (được biết đến với tên gọi Reaktion). Kế hoạch bao gồm việc mở rộng quy mô quốc hữu hóa ngành công nghiệp, "quyền sở hữu của công nhân đối với phương tiện sản xuất" và "tịch thu và tái phân phối tài sản của giới thượng lưu" . Việc xung đột chính trị và ý thức hệ trong nội bộ Đảng Quốc xã khiến Hitler ra lệnh hành quyết Röhm và một số thành viên khác trong đảng qua cuộc thanh trừng Đêm của những con dao dài vào mùa hè năm 1934.
Một số người cho rằng, phần lớn các thành viên SA có xuất thân từ tầng lớp lao động hoặc thất nghiệp, điều này khiến họ dễ bị thu hút bởi chủ nghĩa Marx. Tuy nhiên, sử gia Thomas Friedrich cho rằng Đảng Cộng sản Đức [sẽ] "cầm chắc thất bại" trong việc lôi kéo các thành viên SA. Vì phần lớn thành viên SA đều tập trung vào việc sùng bái Hitler và đặt mục tiêu ' tiêu diệt kẻ thù theo chủ nghĩa Marx' .

## Tầm ảnh hưởng
Chỉ huy cảnh sát mật Gestapo Rudolf Diels (giai đoạn 1933–1934) báo cáo rằng có đến "70 phần trăm" lính SA từng là người cộng sản tại thành phố Berlin.